# Mary Kay Lobo
Pour les articles homonymes, voir Lobo.
Mary Kay Lobo (née en 1975) est une neuroscientifique psychiatrique américaine. Elle est depuis 2011 professeure de neurobiologie à la faculté de médecine de l'Université du Maryland (en). Ses recherches portent sur les mécanismes moléculaires qui sous-tendent la toxicomanie et la dépression. Elle est finaliste 2011 du prix Blavatnik pour les jeunes scientifiques (en).

## Enfance et éducation
Lobo est née et a grandi à Los Angeles. Elle obtient en 1998 son diplôme de biologie et d'anthropologie à l'université de Californie à Los Angeles. Elle soutient en 2007 une thèse de doctorat intitulée Genetic analyses of striatal projection neuron subtypes in the direct and indirect pathways à l'UCLA, sous la direction de X. William Yang, dans laquelle elle effectue une analyse génétique des sous-types de neurones. Elle développe pour ses recherches une nouvelle méthodologie qui isole les principaux sous-types de neurones de projection striatale (neurones épineux moyens (en) neurones épineux moyens). Ces deux neurones jouent des rôles opposés mais complémentaires dans les circuits neuronaux. Elle a travaillé dans le laboratoire de X. William Yang à la David Geffen School of Medicine (en) de l'UCLA. Lobo était chercheuse postdoctorale à l'École médicale du Sud-Ouest de l'université du Texas dans le laboratoire d'Eric J. Nestler (en) (2007-2008), et à la Mount Sinai School of Medicine à New York (2008-2011).

## Recherche et carrière
Mary Kay Lobo est professeure dans le département d'anatomie et de neurobiologie  à la faculté de médecine de l'Université du Maryland depuis 2011. Elle a continué à utiliser l'analyse génétique pour comprendre comment les circuits neuronaux sont impliqués dans la toxicomanie et la dépression. Dans de tels scénarios, les circuits deviennent dysfonctionnels, influençant la région cérébrale en aval. En combinant l'analyse génétique avec l'optogénétique, Lobo a identifié des rôles divergents dans les neurones de projection du noyau accumbens dans le centre de récompense du cerveau. Elle a montré que le régulateur moléculaire de la fission mitochondriale (en) est amplifié dans les régions cérébrales de récompense des individus dépendants de la cocaïne, et que le blocage de ce processus de fission peut réduire le comportement de recherche de cocaïne. 
Lobo a étudié des médicaments efficaces et des cibles moléculaires pour les troubles dépressifs majeurs. Pour y parvenir, elle utilise des modèles murins de dépression. Elle a montré que le stress chronique diminue le nombre de dendrites et la taille des cellules nerveuses chez la souris, ce qui limite le nombre de connexions avec les cellules nerveuses voisines. Elle a proposé que la petite protéine transformante RhoA (en), qui est impliquée dans le maintien de la forme et de la taille des dendrites, et sa cible moléculaire, la protéine kinase rho-associée (en) (ROCK), offrent un espoir pour la restauration de la fonction cérébrale chez les personnes atteintes de troubles dépressifs majeurs. L'utilisation d'inhibiteurs de RhoA peut entraîner des réponses de type antidépresseur au stress.

## Activités éditoriales
Lobo est rédactrice en chef adjointe du Journal of Neuroscience depuis 2014. Elle siège au comité de rédaction d'ACS Chemical Neuroscience et de Biological Psychiatry (en),.

## Récompenses et honneurs
- 2006 prix Eva Mary Kavan de l'Université de Californie à Los Angeles [3]
- 2011 finaliste du prix Blavatnik pour les jeunes scientifiques (en)
- Récipiendaire de la bourse de recherche translationnelle IMHRO/ Janssen Rising Star 2016 [10]
- 2016 Membre associée de l'American College of Neuropsychopharmacology (en)
- 2017 Presidential Early Career Award pour les scientifiques et les ingénieurs [11]

## Publications (sélection)
- (en) Chaudhury, Walsh, Friedman et Juarez, « Rapid regulation of depression-related behaviours by control of midbrain dopamine neurons », Nature, vol. 493, no 7433,‎ 2013, p. 532–536 (ISSN 1476-4687, PMID 23235832, PMCID 3554860, DOI 10.1038/nature11713)
- (en) Lobo, Covington, Chaudhury et Friedman, « Cell Type–Specific Loss of BDNF Signaling Mimics Optogenetic Control of Cocaine Reward », Science, vol. 330, no 6002,‎ 15 octobre 2010, p. 385–390 (ISSN 0036-8075, PMID 20947769, PMCID 3011229, DOI 10.1126/science.1188472)
- (en) Covington, Lobo, Maze et Vialou, « Antidepressant Effect of Optogenetic Stimulation of the Medial Prefrontal Cortex », Journal of Neuroscience, vol. 30, no 48,‎ 1er décembre 2010, p. 16082–16090 (ISSN 0270-6474, PMID 21123555, PMCID 3004756, DOI 10.1523/JNEUROSCI.1731-10.2010)